# Bargas
Bargas è un comune spagnolo di 7 109 abitanti situato nella comunità autonoma di Castiglia-La Mancia.
La città viene ricordata perché dal Quattrocento produce il famoso mobile Bargueño di origine moresca.